# Lord Peter Wimsey
Lord Peter Wimsey è un personaggio immaginario, un investigatore dilettante, protagonista di 12 romanzi e 21 racconti della scrittrice britannica Dorothy L. Sayers.   

## Il personaggio
Rappresenta il tipico investigatore gentiluomo inglese. Appartiene ad un'antica e nobile famiglia ed è il secondo dei tre figli di Mortimer Winsey e Honoria Lucasta Delagardie. Peter ha un fratello, Lord Gerald, ed una sorella, Lady Mary. Rimasto orfano di padre in giovane età, Peter viene cresciuto dalla madre e dallo zio, Paul Auster Delagardie. Compiuti gli studi a Eton e Oxford, partecipa alla prima guerra mondiale con il grado di maggiore, ma viene ferito dallo scoppio di una granata e congedato. L'incidente gli lascerà un disturbo post-traumatico da stress. Tornato a Londra, si stabilisce in una casa nella zona di Piccadilly insieme al suo ex sergente Bunter, che diviene il suo maggiordomo e collaboratore. Wimsey comincia ad occuparsi di investigazioni e diventa amico di Charles Parker, ispettore capo di Scotland Yard. Nel corso delle sue indagini si innamora della scrittrice di gialli Harriet Deborah Vane, che infine sposerà (nel romanzo Un'indagine romantica). Peter e Harriet si stabiliscono a Talboys, nell'est Hartfordshire, e avranno tre figli maschi. Dopo aver messo su famiglia, Peter si ritira dall'attività investigativa.

## Romanzi e racconti
Wimsey è protagonista di 12 romanzi e 21 racconti. Il personaggio appare nel 1923. Dopo lo scoppio della seconda guerra mondiale, la Sayers non scrisse più opere con Lord Wimsey come protagonista, ad eccezione del racconto Talboys, dove Peter e Harriet si godono con i tre figli la quiete di un borgo rurale dove "non c'erano altri crimini che il furto di pesche dall'albero del vicino". In pratica la scrittrice si era stancata del personaggio, ma anziché farlo morire (come tentò di fare Conan Doyle con Sherlock Holmes) lo fece ritirare in un'esistenza tranquilla e felice. L'ultimo romanzo (Un matrimonio perfetto) rimase incompiuto e fu completato dalla scrittrice Jill Paton Walsh e pubblicato nel 1998 (in Italia apparve l'anno successivo).